# Marcelo Lipatín
Marcelo Lipatín (* 28. Januar 1977 in Montevideo) ist ein ehemaliger uruguayischer Fußballspieler.

## Karriere
Im Alter von 20 Jahren wechselte Lipatín zur Saison 1997/98 von den Montevideo Wanderers nach Frankreich in die B-Mannschaft von Paris Saint-Germain. Diese verließ er nach einer Saison wieder und kehrte zu den Wanderers nach Montevideo zurück. Dort blieb er dann noch über die laufende Hinrunde der Saison und wechselte als Nächstes innerhalb der Stadt zum Defensor Sporting. Ein Jahr später wechselte Lipatín erstmals nach Brasilien zum Coritiba FC, wo er bis zum Ende der Saison 1999/2000 blieb. Danach wechselte Lipatín wieder nach Europa. Diesmal zum griechischen Klub PAS Ioannina, für welchen er in sechs Ligaspielen ein Tor erzielte. Nach einer Halbserie verließ er den Verein wieder und wechselte nach Japan zu Yokohama F. Marinos. Für diesen kam er allerdings nur in einem Ligaspiel am 12. Mai 2001 gegen Avispa Fukuoka zum Einsatz, als er in der 90. Minute für Shōji Jō eingewechselt wurde. Anfang 2002 ging es für Lipatín weiter nach Mexiko zum Club América, wo er anderthalb Jahre blieb.
Zur Saison 2003/04 wechselte Lipatín erstmals nach Italien zur AS Bari, für welche er bis zum Ende der Saison 2004/05 in 42 Spielen zum Einsatz kam und dabei zwei Tore erzielte. Im Juli 2005 wechselte er noch einmal für ein Jahr nach Brasilien zu Grêmio Porto Alegre. Zur Saison 2006/07 ging es nach Portugal zu Marítimo Funchal, wo er in 25 Spielen zum Einsatz kam und sieben Tore erzielte. In einer weiteren Saison dann bei Nacional Funchal kam Lipatín auf 26 Einsätze sowie sechs Tore. Seine letzte Saison war er bei CD Trofense aktiv, wo er 13 Einsätze absolvierte sowie ein Tor erzielte. Nach der Saison 2008/09 beendete Lipatín im Alter von 32 Jahren seine Karriere.

## Erfolge
Grêmio
- Campeonato Brasileiro de Futebol – Série B: 2005
- Staatsmeisterschaft von Rio Grande do Sul: 2006